# Parachordeumium amphiurae
Parachordeumium amphiurae – gatunek widłonoga z rodziny Chordeumiidae. Nazwa naukowa tego gatunku skorupiaków została opublikowana w 1906 roku przez francuskiego zoologa Edgarda Hérouarda.